# Hadronyche venenata
Espèce
Synonymes
- Atrax venenatus Hickman, 1927

Hadronyche venenata est une espèce d'araignées mygalomorphes de la famille des Atracidae.

## Distribution
Cette espèce est endémique de Tasmanie en Australie. Elle se rencontre dans l'Est de l'île.

## Description
La carapace du mâle décrit par Gray en 2010 mesure 6,88 mm de long sur 6,19 mm et l'abdomen 5,30 mm de long sur 4,42 mm et la carapace de la femelle mesure 7,38 mm de long sur 6,81 mm et l'abdomen 10,61 mm de long sur 8,70 mm.

## Publication originale
- Hickman, 1927 :  Studies in Tasmanian spiders. Part I. Papers and Proceedings of the Royal Society of Tasmania, vol. 1926, p. 52-86.